# Libellago malayana
Libellago malayana là loài chuồn chuồn trong họ Chlorocyphidae. Loài này được St. Quentin mô tả khoa học đầu tiên năm 1966.